# ジョー・ケリー (投手)
ジョー・ケリー（英語: Joe Kelly, 本名：ジョセフ・ウィリアム・ケリー（Joseph William "Joe" Kelly, 1988年6月9日 - ）は、アメリカ合衆国カリフォルニア州アナハイム出身のプロ野球選手（投手）。右投右打。フリーエージェント。愛称はJK。

## 経歴

### プロ入り前
カリフォルニア大学リバーサイド校では、抑えを務めていた。同校在籍時の2007年には、ブラジルのリオデジャネイロで行われた第15回パンアメリカン競技大会における野球のアメリカ合衆国代表に選出された。

### プロ入りとカージナルス時代

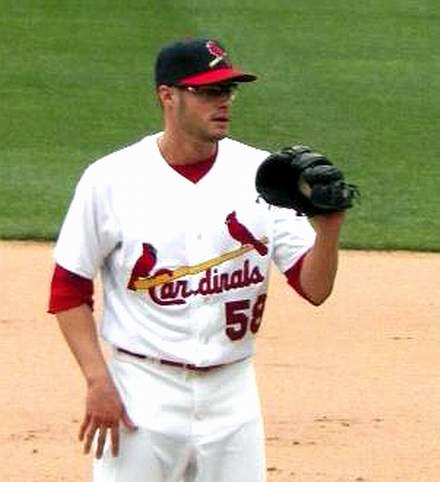
セントルイス・カージナルス時代
（2012年9月30日）

2009年のMLBドラフト3巡目（全体98位）でセントルイス・カージナルスから指名され、6月28日に契約を結んだ。プロ入り後にカーブとチェンジアップを習得し、先発に転向した。同年、A-級バタビア・マックドッグスでプロデビューを果たすと、16試合（先発2試合）に登板して防御率4.75、2勝3敗1セーブ、11四球、30奪三振、WHIP1.45の成績を残した。
2010年は、A級クァッドシティズ・リバーバンディッツに所属し、26試合（先発18試合）に登板して防御率4.62、6勝8敗1セーブ、WHIP1.43という成績を残した。
2011年は、まずA+級パームビーチ・カージナルスでプレーし、12試合中11試合に先発登板して防御率2.60、5勝2敗、34四球、62奪三振という成績を残した。その後、7月にAA級スプリングフィールド・カージナルスへ昇格し、11試合の先発登板で防御率5.01、6勝4敗、25四球、51奪三振の成績を残した。マイナー2チーム合算では、23試合（先発22試合）に132.0イニングの登板で、防御率3.68、11勝6敗、59四球、113奪三振、WHIP1.40という成績を記録、プロ初の2桁勝利を記録した。
2012年は、AAA級メンフィス・レッドバーズで12試合に先発登板し、防御率2.86、2勝5敗を記録、この時点でパシフィックコーストリーグの防御率1位だった。6月10日にカージナルスとメジャー契約を結び、アクティブ・ロースター入りした。同日のクリーブランド・インディアンス戦で先発としてメジャーデビューし、5.0回を7安打、1失点に抑えたが、メジャー初勝利はならなかった。3度目の登板となった6月22日のカンザスシティ・ロイヤルズ戦で6.0回を9安打、3失点というピッチングを見せ、メジャー初勝利を挙げた。この年は24試合に登板、16試合に先発登板し、防御率3.53、5勝7敗、WHIP1.38の成績を記録し、16試合の先発登板中10試合でQSを記録するというピッチングを見せた。ポストシーズンでは7試合にリリーフ登板し、2度チームの勝利に貢献した。
2013年は、スプリングトレーニングで結果を残せなかった為、リリーフとして開幕を迎えた。7月に先発復帰後は好調になり、後半戦は防御率1.92・9勝2敗を記録した。通年成績は、37試合（うち15試合が先発登板）の登板で防御率2.69、10勝5敗、44四球、79奪三振、WHIP1.36という成績を記録した。2年連続で出場したポストシーズンでは計4試合に先発登板したが、勝ち星は挙げられなかった。
2014年は先発ローテーションの5番手で起用され、3試合の先発登板で防御率0.59、1勝1敗と絶好調だった。しかし、4月17日に左ハムストリングの肉離れで15日間の故障者リスト入りした。6月25日に60日間の故障者リストに異動し、7月11日に故障者リストから復帰した。カージナルスでは、故障者リスト入り前と合わせて7試合に先発登板し、防御率4.37、2勝2敗、WHIP1.46を記録した。

### レッドソックス時代
2014年7月31日にジョン・ラッキー、コーリー・リットレルとのトレードで、アレン・クレイグと共にボストン・レッドソックスへ移籍した。レッドソックス加入後は10試合に先発登板し、うち6試合でQSを記録、防御率4.11、4勝2敗という成績を残した。シーズントータルでは、17試合の先発登板で防御率4.20、6勝4敗、WHIP1.35という成績を記録、メジャー3年目で初めてシーズン防御率が4点を超えた。

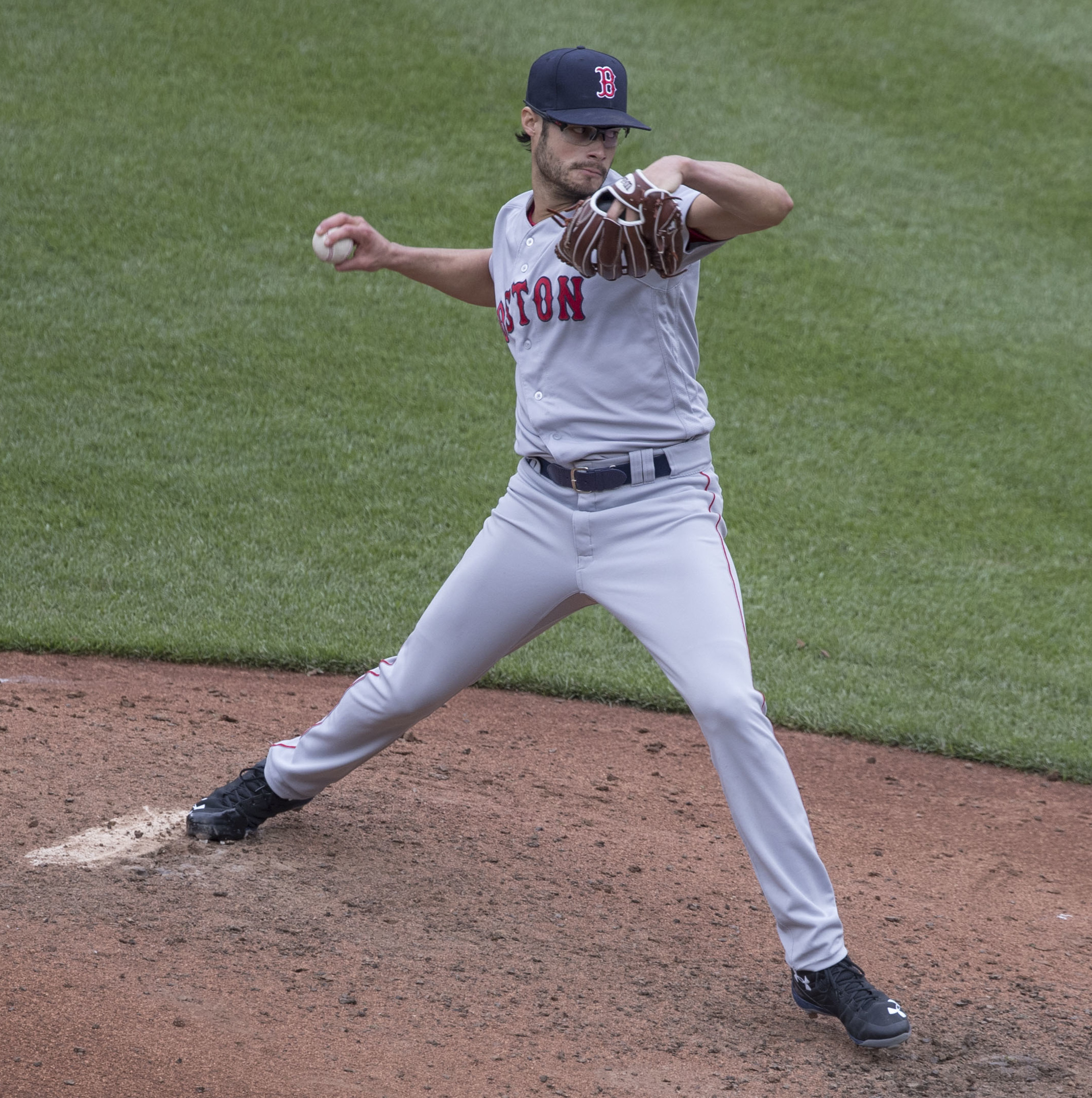
ボストン・レッドソックス時代
（2017年4月23日）

2015年は、シーズン開幕前の上腕二頭筋を痛めて故障者リスト入りしたが、復帰後は先発ローテーションの5番手に入った。単調な投球が続き、防御率5点台が続いた為、6月にAAA級ポータケット・レッドソックスに降格した。7月に復帰後は好調になり、8月にはレッドソックスの投手としては1999年のペドロ・マルティネス以来となる月間6勝を挙げた。この年は、キャリアハイの25試合に先発登板し、防御率4.82、10勝6敗、WHIP1.44という成績を記録した。
2016年も先発ローテーションに入ってシーズン開幕を迎えたが、制球難に陥って6月にマイナー降格した。7月25日のデトロイト・タイガース戦でリリーフとして登板すると、以後リリーフに専念して防御率1.02という圧巻の成績を残した。レギュラーシーズンでは20試合中14試合にリリーフ登板し、防御率5.18、4勝無敗、キャリアハイの奪三振率10.8を記録した。ポストシーズンでは、ALDSで3試合に登板し。3.2イニングを無安打、無四球、3奪三振に抑えた。
2017年はリリーフに専念し、キャリアハイの54試合に登板。4年ぶりの2点台となる防御率2.79、自己ベストのWHIP1.19という成績を記録した。
2018年4月11日のニューヨーク・ヤンキース戦で、ヤンキースのタイラー・オースティンに対して故意死球を与えたことを発端に乱闘を起こして退場処分を受け、12日にMLBより6試合の出場停止と罰金の処分を受けた。この処分に対し異議申し立てをしている。なお異議申し立ては試合中断にかかわったとして、4月26日に拒否された。謹慎中には、フェンウェイ・パークの屋根なし観覧席で試合を見ていた。この年は自己最高かつレッドソックスのチームの中で最高の73登板を達成して65.2回を投げ、防御率は4.39だった。ロサンゼルス・ドジャースとのワールドシリーズでは第4戦の勝利投手になった。

### ドジャース時代
2018年12月21日ワールドシリーズの対戦相手だったドジャースと3年契約を結んだ。
2019年は55試合に登板した。ポストシーズンではディビジョンシリーズの第5戦に4番手としてマウンドに上がったが、延長10回、ハウィー・ケンドリックに満塁本塁打を打たれ敗戦投手となり、2年連続でドジャースに引導を渡す格好となってしまった。
2020年7月28日にサイン盗み問題でドジャースと遺恨が残るヒューストン・アストロズ戦の6回裏に登板。ケリー自身はアストロズと直接の遺恨はなかったが、いきなりアレックス・ブレグマンに頭部付近を通過する危険なボールを投げ四球を与える。その後も盗塁を警戒する場面でないにもかかわらずブレグマンを執拗に牽制する、カルロス・コレアに頭部を掠める抜けたスライダーを投じるなどの大立ち回りの末、最後はコレアを三振に打ち取りこの回を無失点に抑えた。ベンチに戻る際にはコレアを挑発し、さらに下唇を突き出すポーズを取った。コレアがこれに激昂しドジャースベンチまで詰め寄り両軍一触即発の状態となったが、乱闘は避けられた。試合後にこの一連の行動から8試合の出場停止処分となったものの、アストロズ相手とあって一連の投球を称えるファンも多く見られた。このときの表情はドジャー・スタジアム近くの壁に描かれ、名所となっている。ケリーはアストロズについて、「みんなが奴らがイカサマ野郎だと知っている。自分の名を守るために、誰かを犠牲にすることは、考えられる限りで最悪のことだ。私は一生許せない」と語った。なお、2018年シーズンに所属していたレッドソックスによるサイン盗みも明らかになっている。ケリーは完全否定したが、チームメイトのムーキー・ベッツは周知の事実だと認めている。
2021年オフの11月5日にFAとなった。

### ホワイトソックス時代
2022年3月14日にシカゴ・ホワイトソックスと2年総額1700万ドルの契約を結んだ。2024年はチームオプションとなり、バイアウトの際は100万ドルが支払われる。

### ドジャース復帰
2023年7月28日にトレイス・トンプソン、ニック・ナストゥリーニ、ジョーダン・リージャーとのトレードで、ランス・リンと共にロサンゼルス・ドジャースへ移籍した。オフの11月3日に契約延長オプションを破棄して、1度はFAとなったが、新たに1年契約を結ぶ形で残留し、背番号17を大谷翔平に譲る形で99に変更した。
2024年3月14日にMLB史上初となる韓国のソウルでサンディエゴ・パドレスと開催する開幕戦に帯同する選手として発表された。3月15日に仁川国際空港に到着。3月20日に開幕ロースター入りした。5月6日に右肩後方の張りで15日間の故障者リスト入りした。8月31日にも右肩炎症のため15日間の故障者リスト入りした。右肩痛もあり35試合に登板して防御率4.78と凡庸な成績に終わった。オフにFAとなった。

## 選手としての特徴
| 球種           | 割合 | 平均球速 | 平均球速 | 最高球速 | 最高球速 |
| 球種           | %    | mph      | km/h     | mph      | km/h     |
| シンカー       | 29.0 | 98.2     | 158.0    | 100.9    | 162.4    |
| フォーシーム   | 24.6 | 98.1     | 158.8    | 99.8     | 160.6    |
| スライダー     | 21.7 | 90.1     | 145.0    | 91.3     | 146.9    |
| ナックルカーブ | 17.8 | 87.3     | 140.4    | 91.3     | 146.9    |
| チェンジアップ | 6.9  | 88.4     | 142.2    | 89.3     | 143.7    |

2015年までは、150km/h台前半から半ば（150 - 156km/h）のツーシーム（シンカーとも分類される）が主体をなしていたが、2016年にリリーフに転向してから球速が増した。速球の最速は、2017年に計測した102.2mph（約164.4km/h）。変化球としては、チェンジアップ、カーブ、スライダーがある。チェンジアップやカーブは、プロ入り後に習得した。2017年からは通常のカーブからナックルカーブに切り替えている。投球スタイルとしては、シンカーでゴロを量産するグラウンドボールピッチャーだったが、リリーフ転向後は三振を大量に奪うようになった。身体能力が高く、60ヤード走が6.5秒、垂直跳びが95cm等の記録がある。

## 詳細情報

### 年度別投手成績
| 年 度     | 球 団     | 登 板 | 先 発 | 完 投 | 完 封 | 無 四 球 | 勝 利 | 敗 戦 | セ 丨 ブ | ホ 丨 ル ド | 勝 率 | 打 者 | 投 球 回 | 被 安 打 | 被 本 塁 打 | 与 四 球 | 敬 遠 | 与 死 球 | 奪 三 振 | 暴 投 | ボ 丨 ク | 失 点 | 自 責 点 | 防 御 率 | W H I P |
| --------- | --------- | ----- | ----- | ----- | ----- | -------- | ----- | ----- | -------- | ----------- | ----- | ----- | -------- | -------- | ----------- | -------- | ----- | -------- | -------- | ----- | -------- | ----- | -------- | -------- | ------- |
| 2012      | STL       | 24    | 16    | 0     | 0     | 0        | 5     | 7     | 0        | 0           | .417  | 457   | 107.0    | 112      | 10          | 36       | 2     | 3        | 75       | 4     | 0        | 50    | 42       | 3.53     | 1.38    |
| 2013      | STL       | 37    | 15    | 0     | 0     | 0        | 10    | 5     | 0        | 2           | .667  | 532   | 124.0    | 124      | 10          | 44       | 4     | 5        | 79       | 3     | 0        | 42    | 37       | 2.69     | 1.36    |
| 2014      | STL       | 7     | 7     | 0     | 0     | 0        | 2     | 2     | 0        | 0           | .500  | 156   | 35.0     | 41       | 3           | 10       | 0     | 3        | 25       | 3     | 0        | 19    | 17       | 4.37     | 1.46    |
| 2014      | BOS       | 10    | 10    | 0     | 0     | 0        | 4     | 2     | 0        | 0           | .667  | 259   | 61.1     | 47       | 5           | 32       | 0     | 4        | 41       | 0     | 0        | 29    | 28       | 4.11     | 1.29    |
| '14計     | BOS       | 17    | 17    | 0     | 0     | 0        | 6     | 4     | 0        | 0           | .600  | 415   | 96.1     | 88       | 8           | 42       | 0     | 7        | 66       | 3     | 0        | 48    | 45       | 4.20     | 1.35    |
| 2015      | BOS       | 25    | 25    | 0     | 0     | 0        | 10    | 6     | 0        | 0           | .625  | 587   | 134.1    | 145      | 15          | 49       | 0     | 6        | 110      | 9     | 0        | 76    | 72       | 4.82     | 1.44    |
| 2016      | BOS       | 20    | 6     | 0     | 0     | 0        | 4     | 0     | 0        | 2           | 1.000 | 188   | 40.0     | 44       | 5           | 24       | 0     | 2        | 48       | 0     | 0        | 23    | 23       | 5.18     | 1.70    |
| 2017      | BOS       | 54    | 0     | 0     | 0     | 0        | 4     | 1     | 0        | 13          | .800  | 238   | 58.0     | 42       | 3           | 27       | 1     | 1        | 52       | 4     | 0        | 19    | 18       | 2.79     | 1.19    |
| 2018      | BOS       | 73    | 0     | 0     | 0     | 0        | 4     | 2     | 2        | 21          | .667  | 285   | 65.2     | 57       | 4           | 32       | 0     | 5        | 68       | 4     | 0        | 34    | 32       | 4.39     | 1.36    |
| 2019      | LAD       | 55    | 0     | 0     | 0     | 0        | 5     | 4     | 1        | 8           | .556  | 226   | 51.1     | 49       | 6           | 22       | 2     | 3        | 62       | 10    | 0        | 31    | 26       | 4.56     | 1.38    |
| 2020      | LAD       | 12    | 1     | 0     | 0     | 0        | 0     | 0     | 0        | 3           | ----  | 42    | 10.0     | 8        | 0           | 7        | 0     | 0        | 9        | 3     | 0        | 3     | 2        | 1.80     | 1.50    |
| 2021      | LAD       | 48    | 0     | 0     | 0     | 0        | 2     | 0     | 2        | 13          | 1.000 | 182   | 44.0     | 28       | 3           | 15       | 1     | 4        | 50       | 0     | 1        | 16    | 14       | 2.86     | 0.98    |
| 2022      | CWS       | 43    | 1     | 0     | 0     | 0        | 1     | 3     | 1        | 15          | .250  | 170   | 37.0     | 36       | 2           | 23       | 0     | 3        | 53       | 4     | 0        | 26    | 25       | 6.08     | 1.59    |
| 2023      | CWS       | 31    | 0     | 0     | 0     | 0        | 1     | 5     | 1        | 11          | .167  | 128   | 29.0     | 26       | 3           | 12       | 0     | 2        | 41       | 4     | 2        | 19    | 16       | 4.97     | 1.31    |
| 2023      | LAD       | 11    | 0     | 0     | 0     | 0        | 1     | 0     | 0        | 2           | 1.000 | 40    | 10.1     | 3        | 0           | 6        | 0     | 0        | 19       | 2     | 0        | 3     | 2        | 1.74     | 0.87    |
| '23計     | LAD       | 42    | 0     | 0     | 0     | 0        | 2     | 5     | 1        | 13          | .286  | 168   | 39.1     | 29       | 3           | 18       | 0     | 2        | 60       | 6     | 2        | 22    | 18       | 4.12     | 1.19    |
| 2024      | LAD       | 35    | 0     | 0     | 0     | 0        | 1     | 1     | 0        | 13          | .500  | 143   | 32.0     | 31       | 4           | 16       | 1     | 5        | 35       | 3     | 2        | 19    | 17       | 4.78     | 1.47    |
| MLB：13年 | MLB：13年 | 485   | 81    | 0     | 0     | 0        | 54    | 38    | 7        | 103         | .587  | 3633  | 839.0    | 793      | 73          | 355      | 11    | 46       | 767      | 53    | 5        | 409   | 371      | 3.98     | 1.37    |

- 2024年度シーズン終了時

### 年度別守備成績
| 年 度 | 球 団 | 投手（P） | 投手（P） | 投手（P） | 投手（P） | 投手（P） | 投手（P） |
| 年 度 | 球 団 | 試 合     | 刺 殺     | 補 殺     | 失 策     | 併 殺     | 守 備 率  |
| ----- | ----- | --------- | --------- | --------- | --------- | --------- | --------- |
| 2012  | STL   | 24        | 11        | 19        | 2         | 3         | .938      |
| 2013  | STL   | 37        | 13        | 16        | 3         | 2         | .906      |
| 2014  | STL   | 7         | 2         | 3         | 0         | 0         | 1.000     |
| 2014  | BOS   | 10        | 3         | 3         | 0         | 0         | 1.000     |
| '14計 | BOS   | 17        | 5         | 6         | 0         | 0         | 1.000     |
| 2015  | BOS   | 25        | 20        | 23        | 4         | 1         | .915      |
| 2016  | BOS   | 20        | 2         | 3         | 1         | 0         | .833      |
| 2017  | BOS   | 54        | 3         | 3         | 1         | 0         | .857      |
| 2018  | BOS   | 73        | 3         | 8         | 2         | 0         | .846      |
| 2019  | LAD   | 55        | 4         | 8         | 4         | 0         | .750      |
| 2020  | LAD   | 12        | 0         | 2         | 0         | 1         | 1.000     |
| 2021  | LAD   | 48        | 2         | 4         | 0         | 0         | 1.000     |
| 2022  | CWS   | 43        | 3         | 4         | 0         | 1         | 1.000     |
| 2023  | CWS   | 31        | 3         | 6         | 0         | 0         | 1.000     |
| 2023  | LAD   | 11        | 0         | 2         | 1         | 1         | .667      |
| '23計 | LAD   | 42        | 3         | 8         | 1         | 1         | .917      |
| 2024  | LAD   | 35        | 2         | 5         | 0         | 0         | 1.000     |
| MLB   | MLB   | 485       | 71        | 109       | 18        | 9         | .909      |

- 2024年度シーズン終了時
- 各年度の太字はリーグ最高

### 背番号
- 58（2012年 - 2014年途中）
- 56（2014年途中 - 2018年）
- 17（2019年 - 2023年）
- 99（2024年 - ）

### 代表歴
- 2007年パンアメリカン競技大会野球アメリカ合衆国代表